# おチャの「ま」
『おチャの「ま」』は、2004年11月8日から2005年9月29日まで関西テレビで放送された関西ローカルの情報バラエティ番組。

## 概要
毎回生で放送されていた昼の帯番組。当初の放送時間は月曜日 - 金曜日 15:34 - 16:02で、月曜日から木曜日には毎回多彩なゲストを迎えてのトークを展開。そして金曜日には視聴者に映画情報・行楽情報・百貨店情報などを紹介していたが、後に月曜日 - 木曜日 15:34 - 15:59の週4日間の放送に縮小。金曜日の放送が無くなったことから、以後はトークが主体の番組になった。さらに、関西テレビが再放送しているテレビドラマが最終回で15分延長になる時などには、番組そのものが休止または短縮になることがあった。
司会は当初、関西テレビアナウンサーの片山三喜子と関純子が務めていたが、2005年7月からは片山に替わって岡安譲が出演するようになり、以後は最終回まで関と岡安が担当し続けた。番組セットは一般家庭のリビング風で、司会者2人の後方には扉付きの台所があった（扉から外へは出られない）。

## スタッフ
- プロデューサー：安渕修
- 制作協力：メディアプルポ、Dott Office